# The Beachcomber
The Beachcomber is een Britse komedie uit 1954, geregisseerd door Muriel Box, met in de filmploeg Donald Sinden, Glynis Johns, Robert Newton, Paul Rogers, Donald Pleasence en Michael Hordern. De film is gebaseerd op het verhaal The Vessel of Wrath  door William Somerset Maugham en werd aangepast door Sydney Box. Het was de tweede verfilming van het boek na de film Vessel of Wrath uit 1938. De verfilming vond plaats in Ceylon.

## Cast
| Acteur           | Personage          |
| ---------------- | ------------------ |
| Glynis Johns     | Martha Jones       |
| Robert Newton    | Edward Wilson      |
| Donald Sinden    | Ewart Gray         |
| Paul Rogers      | Owen Jones         |
| Donald Pleasence | Tromp              |
| Walter Crisham   | Vederala           |
| Michael Hordern  | The Headman        |
| Auric Lorand     | Alfred, Major Domo |
| Tony Quinn       | scheepskapitein    |
| Ah Chong Choy    | Wang, de barkeeper |
| Ronald Lewis     | Headmans zoon      |